# Louis de Windisch-Graetz
Le prince Louis de Windisch-Graetz, ou Windischgrätz, né Ludwig (en hongrois : Lajos) Alfred Viktorin Aurel Markus Felizian zu Windisch-Graetz le 20 octobre 1882 à Cracovie et mort le 3 février 1968 à Vienne est un prince autrichien, membre de la famille de Windisch-Graetz. Homme politique du royaume de Hongrie, il fut ministre de l'Alimentation publique dans le gouvernement Wekerle en 1918.

## Biographie
Né à Cracovie dans le royaume de Galicie et de Lodomérie, Louis de Windisch-Graetz est le fils du prince Louis de Windisch-Graetz (1830–1904) et de son épouse Valérie Dessewffy de Csernek et Tarkeö (1843–1912). Ainsi, il est un grand-fils du maréchal prince Alfred de Windisch-Graetz et le cousin du prince Alfred III de Windisch-Graetz, ministre-président d'Autriche de 1893 à 1895. 
Dans les années 1904–1905, il prit part à la guerre russo-japonaise et, après le siège de Port-Arthur, est nommé attaché militaire de l'ambassade austro-hongrois à Saint-Pétersbourg. En 1912, pendant qu'il est attaché militaire à Sofia, il participa à la première guerre balkanique. 
Par l'ordre successoral, il est devenu membre de la Chambre des magnats au sein de la Diète hongroise en 1916. Un proche de l'empereur Charles Ier, il fut ministre de l'Alimentation publique dans le gouvernement hongrois du ministre-président Sándor Wekerle du 25 janvier au 24 octobre 1918 puis secrétaire d'État adjoint du ministre des Affaires étrangères d'Autriche-Hongrie, Gyula Andrássy le Jeune.
Après la Première Guerre mondiale et la dissolution de l'Autriche-Hongrie, il vit au début en Suisse puis, à partir de 1920, au château Rákóczi dans la ville de Sárospatak. Conspirant vontre la république des conseils de Hongrie, il est un témoin au procès contre Mihály Károlyi. Impliqué dans une affaire de fausse monnaie, il fut condamné en 1926 à 4 ans de prison.

## Œuvres
- Küzdelmeim (1920)
- Vom roten zum schwarzen Prinzen (Berlin : Ullstein, 1920);
- My Memoirs (Boston, 1921);
- Mémoires du prince, Paris, 1923.
  - (fr) Mémoires du Prince Louis Windisch-Graetz, traduits par Chomel de Jarnieu, Paris, Payot, 1970, 368 p.
- Ein Kaiser kämpft für die Freiheit (Vienne–Münich, 1957);
- Helden und Halunken. Selbsterlebte Weltgeschichte 1899–1964 (Vienne Frick, 1967).